# Generali Open Kitzbühel 2022
Generali Open Kitzbühel 2022 — тенісний турнір, що проходив на кортах з твердим покриттям у місті Кіцбюель, Австрія з  25 до 31 липня. Належав до категорії ATP 250, був турніром серії Austrian Open Kitzbühel 2022 року.

## Фінальна частина

### Одиночний розряд
Роберто Баутіста Аґут —  Філіп Місолич 6–2, 6–2

### Парний розряд
Педро Мартінес /  Лоренцо Сонего —  Тім Пюц /  Майкл Вінус 5–7, 6–4, [10–8]